# 泰勒·尼布
泰勒·尼布（英語：Taylor Knibb，1998年2月14日—），美国女子铁人三项运动员，2020年夏季奥林匹克运动会混合接力银牌得主、2024年夏季奥林匹克运动会混合接力银牌得主。